# Kakamega (stad)
Kakamega is de hoofdstad van de Keniaanse provincie Magharibi in het westen van Kenia. Kakamega telt 60.000 inwoners en heeft een levendige markt. De stad ligt 60 km ten noorden van Kisumu (aan het Victoriameer) en ca. 30 km ten noorden van de Evenaar. 
Naast de gebruikelijke voorzieningen voor een provinciehoofdstad, zoals: administratiekantoren, postkantoor, gevangenis heeft Kakamega een golfbaan van 9 holes (met golfhotel), een stadion, een aidswezenhuis en meerdere kerken. In de nabije omgeving van de stad bevindt zich het allerlaatste stuk regenwoud, dat van Kongo naar Oeganda loopt en voor een klein gedeelte zich in Kenia bevindt. Het project BIOTA zet zich sinds 2001 in voor dit regenwoud. 
Omstreeks 1930 was de stad het centrum van een kortstondige goudkoorts. Dit werd gedeeltelijk aangewakkerd door de verslaglegging van Albert Ernest Kitson. Vandaag de dag wordt er nog in een kleine, bouwvallige mijn met zeer veel moeite piepkleine stukjes goud uit de bodem gewassen. De meeste bewoners van de stad behoren tot de Luhya. Het geboortecijfer van 4,2 was jarenlang de hoogste ter wereld. Momenteel is dit gedaald tot 2,9. 

## Religie
De Rooms-Katholieke bisschop van Bisdom Kakamega is sinds 1972 Philip Sulumeti. 

## Onderwijs
In 2005 werd het Kakamega College tot universiteit met als specialisatie landbouwkunde en ecologie omgebouwd. Sinds december 2006 bevindt er de Masinde Muliro University of Science and Technology. 